# Recht van interpellatie
Het recht van interpellatie, een uitnodiging tot debat aan een minister, is een van de vier rechten die vallen onder de controlerende taak van de volksvertegenwoordiging. Het is een recht van de Staten-Generaal respectievelijk het Federaal Parlement van België.

## Werkwijze
Voor discussies hebben de leden van de volksvertegenwoordiging het recht van interpellatie. Een debat vindt alleen plaats als 30 leden van de Kamer hiervoor toestemming geven– meestal is dat wel het geval. Tijdens een debat kunnen Kamerleden moties indienen. Een motie is een oordeel over het beleid of een verzoek. Over een motie wordt altijd gestemd, maar zelfs als de motie een meerderheid haalt, is de minister niet verplicht zich er iets van aan te trekken. Alleen een motie van wantrouwen heeft verstrekkende gevolgen. Met zo’n motie zegt de Kamer haar vertrouwen in de bewindspersoon op, de minister (of staatssecretaris) moet vervolgens opstappen. Een motie van wantrouwen wordt maar zelden ingediend en nog minder vaak met meerderheid van stemmen aangenomen. Een bewindspersoon wordt in het algemeen gesteund door de coalitie van regeringspartijen en die hebben meestal een meerderheid in de Kamer.

### Nederland
Een interpellatie is bij de Eerste of Tweede Kamer een debat waarin een minister ter verantwoording wordt geroepen voor een besluit of uitspraak. Elk Kamerlid kan om een debat vragen, maar het gaat alleen door als ten minste 30 leden van de Kamer ermee instemmen, wat in de praktijk meestal gebeurt.
Op het niveau van provincies kan een lid van Provinciale Staten vragen om een interpellatie. Het gaat dan om een onderwerp dat niet op de agenda staat waarover de volksvertegenwoordiger de commissaris van de Koning of Gedeputeerde Staten inlichtingen wil vragen (art. 151 lid 2 Provinciewet). Op gemeentelijk niveau bestaat een vergelijkbaar recht van raadsleden jegens College van burgemeester en wethouders en de burgemeester (art. 155 lid 2 Gemeentewet). Ook de BES-eilanden kennen een vergelijkbaar recht van eilandsraadsleden jegens het bestuurscollege en de gezaghebber (art. 159 lid 2 WolBES).

### België
De interpellatie verschilt van de mondelinge of schriftelijke vraag aan de minister, omdat de interpellant doorgaans meer spreektijd krijgt en na de interpellatie de mogelijkheid heeft om een motie in te dienen, bijvoorbeeld een motie van aanbeveling of een motie van wantrouwen. Om te kunnen overgaan tot de orde van de dag, wordt meestal tegelijkertijd een eenvoudige motie ingediend. Over de moties wordt gestemd in de plenaire vergadering, en doorgaans wordt de eenvoudige motie goedgekeurd, waardoor de andere moties vervallen. Enkel leden van de Kamer van volksvertegenwoordigers hebben interpellatierecht.